# Явор Божанков
Явор Божанков е български юрист, народен представител и председател на Асоциацията на рециклиращата индустрия в България.

## Биография
Роден на 11 февруари 1990 г. в Горна Оряховица. Юрист, завършил ВТУ „Св. св. Кирил и Методий“.
Депутат в XLIV народно събрание от Парламентарна група „БСП за България“, член на Комисията по правни въпроси и Комисията по околната среда и водите. Независим народен представител в XLVIII народно събрание. Водач на МИР ГАБРОВО на предсрочните парламентарни избори на 2 април 2023 г. от листата на Обединение ПП – ДБ.
Председател на Асоциацията на рециклиращата индустрия (АРИ) – във връзка с дейността на Асоциацията е участвал в заседанията на Комисията по околната среда и водите в XLI и XLII народно събрание при разглеждане на Законопроекта за управление на отпадъците (ЗУО) и при разглеждане на Законопроект за изменение и допълнение на ЗУО през XLII народно събрание.
Съосновател и член на сдружение „С вяра в доброто“.
Наследява бизнес със скрап от баща си.
Женен за Симона Гърдева, дъщеря на Красимир Гърдев – собственик на веригата CBA. Двамата имат 2 деца.

## Награди
- „Достойните българи“, присъдена от БНТ, 24 часа и Мтел през 2014 г.
- Бяла лястовица“, връчена от „Господари на ефира“ 2014 г.
- „Ряховски камъни“ на Съюза на журналистите в община Горна Оряховица – 2014 г.